# XChat
XChat es una de las aplicaciones cliente más populares de código abierto de IRC para sistemas Linux y tipo Unix, aunque también está disponible para Microsoft Windows y Mac OS X. Emplea pestañas o solapas, tiene soporte para conexión a múltiples servidores IRC, reproducción de sonidos bajo ciertos eventos, soporte de complementos externos y scripts en Python y Perl, interacción con otros programas como XMMS y es altamente modificable. Está disponible en modo gráfico y en terminal de comandos.
XChat usa la licencia GPL y la biblioteca GTK para su interfaz gráfica.

## Controversia shareware
A partir del 23 de agosto de 2004, la versión oficial de XChat para Windows se convirtió en shareware, y debe pagarse tras un periodo de prueba de 30 días. Las versiones previas (freeware) para Windows fueron eliminadas del sitio oficial. Ha habido mucha discusión sobre la legalidad de este movimiento. Algunos afirman que se trata de una violación de la licencia GPL, especialmente porque el código que convierte la aplicación en shareware no se revela.
Se indica que la tasa shareware se requiere debido a la excesiva cantidad de tiempo y complejidad que lleva compilar el proyecto en Windows.
Hay disponibles versiones no-oficiales de XChat para Windows (sin coste alguno) creadas por contribuidores, que mantienen los binarios de la última versión, y también compilan frecuentemente el código del servidor CVS.

### Versiones no-oficiales
- XChat Aqua para Mac OS X
- XChat GNOME
- XChat para Windows